# Coelichneumon alaicus
Coelichneumon alaicus är en stekelart som beskrevs av Heinrich 1930. Coelichneumon alaicus ingår i släktet Coelichneumon och familjen brokparasitsteklar. Inga underarter finns listade i Catalogue of Life.